# Институты достижения потенциала человека
Институты достижения потенциала человека (англ. The Institutes for the Achievement of Human Potential, IAHP) — некоммерческая организация, разрабатывающая программы обучения и пособия, которые, по их утверждениям, способствуют нейрологическому развитию здоровых детей и детей, перенёсших мозговые повреждения (метод Домана).
Несмотря на поддержку такими известными личностями как Лайнус Полинг и Лайза Миннелли, программы института подвергались серьёзной критике. По заключению Американской академии педиатрии (англ. American Academy of Pediatrics) в 1999 году, используемая институтом методика «пэттернинг» опирается на устаревшую и упрощённую теорию мозгового развития, её эффективность не подтверждена доказательной медициной, и её применение нецелесообразно.

## История
Основанная в 1955 году некоммерческая организация «Институты достижения потенциала человека» находится в США, в северо-западном пригороде Филадельфии, штат Пенсильвания. Их основатель физиотерапевт Гленн Доман совместно со специалистом по возрастной психологии Карлом Делакато разработал методику лечения детей с повреждениями мозга, опубликованную в 1960 году в Journal of the American Medical Association (JAMA). Их работа во многом питалась идеями нейрофизиолога Темпла Фэя, главы факультета нейрофизиологии медицинской школы Университета Темпл и президента Филадельфийского нейрологического общества. Фэй полагал, что мозг младенца эволюционирует (как при эволюции видов) и проходит стадии развития рыбы, рептилий, млекопитающих и, в итоге, человека. Эта гипотеза, в короткой формулировке «онтогенез повторяет филогенез», и известная как биогенетический закон Геккеля-Мюллера, современной биологией признана устаревшей
IAHP утверждает, что мозговая травма на определённом этапе нейрологического развития препятствует дальнейшему развитию. IAHP утверждают, что их лечение опирается на теорию нейропластичности, то есть способности мозга расти функционально и анатомически. Они утверждают, что традиционная медицина осуществляет попытки медикаментозного лечения детей с мозговыми травмами, и эти медикаменты могут вызвать отрицательные последствия. IAHP утверждают, что благодаря нейропластичности, их методика сенсорной стимуляции способна вызвать физический рост мозга и улучшить нейрологическую функцию мозга пациентов. Другая сторона теоретических положений IAHP состоит в том, что многие проблемы детей с травмами мозга вызваны недостатком снабжения мозга кислородом. IAHP утверждают, что их программы включают в себя методику улучшения снабжения кислородом и это способствует выздоровлению пациентов.
Гленн Доман издал книгу «Что делать с вашим ребёнком, перенесшим повреждение мозга» в 1974 году, которая объясняет принципы и методики, используемые IAHP. Подзаголовок книги «или ребёнком с повреждениями мозга, умственной отсталостью, умственно неполноценным, страдающим мозговым параличом, эпилепсией, аутизмом, атетозом, гиперактивностью, расстройством внимания, умственно отсталым, с синдромом Дауна» — перечислены различные расстройства, которые по мнению автора связаны с повреждениями мозга — термин, преимущественно используемый в IAHP. Начиная с 1964 года Гленн Доман, а позднее также Дженет и Дуглас Доманы, издали ряд книг в серии «Нежная революция» — книги для родителей здоровых детей по чтению, математике, интеллектуальному развитию, плаванию. Программы для здоровых детей занимают значительную часть ознакомительных материалов, публикаций и веб-сайта IAHP.

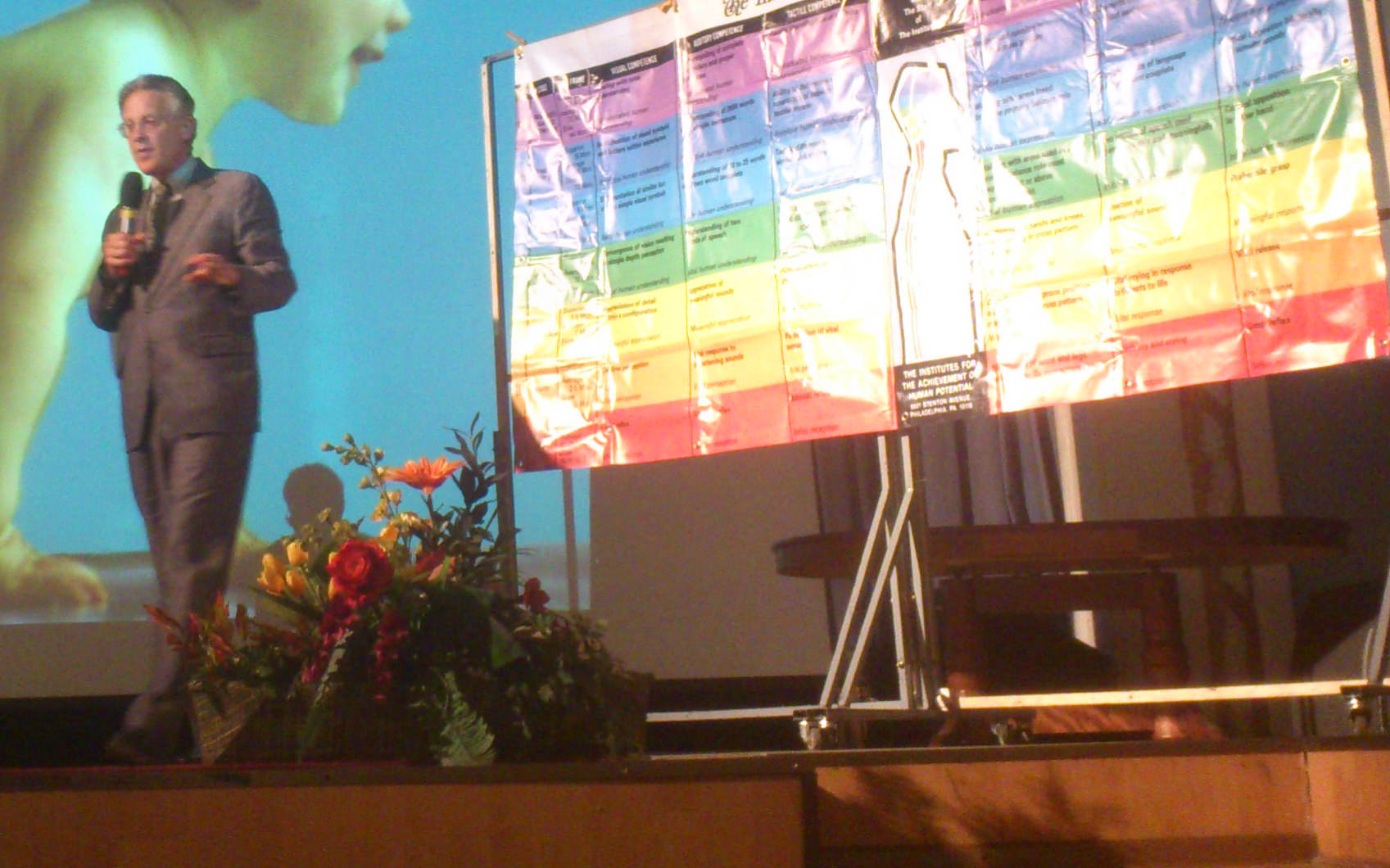
Дуглас Доман на семинаре в Москве, 2012.
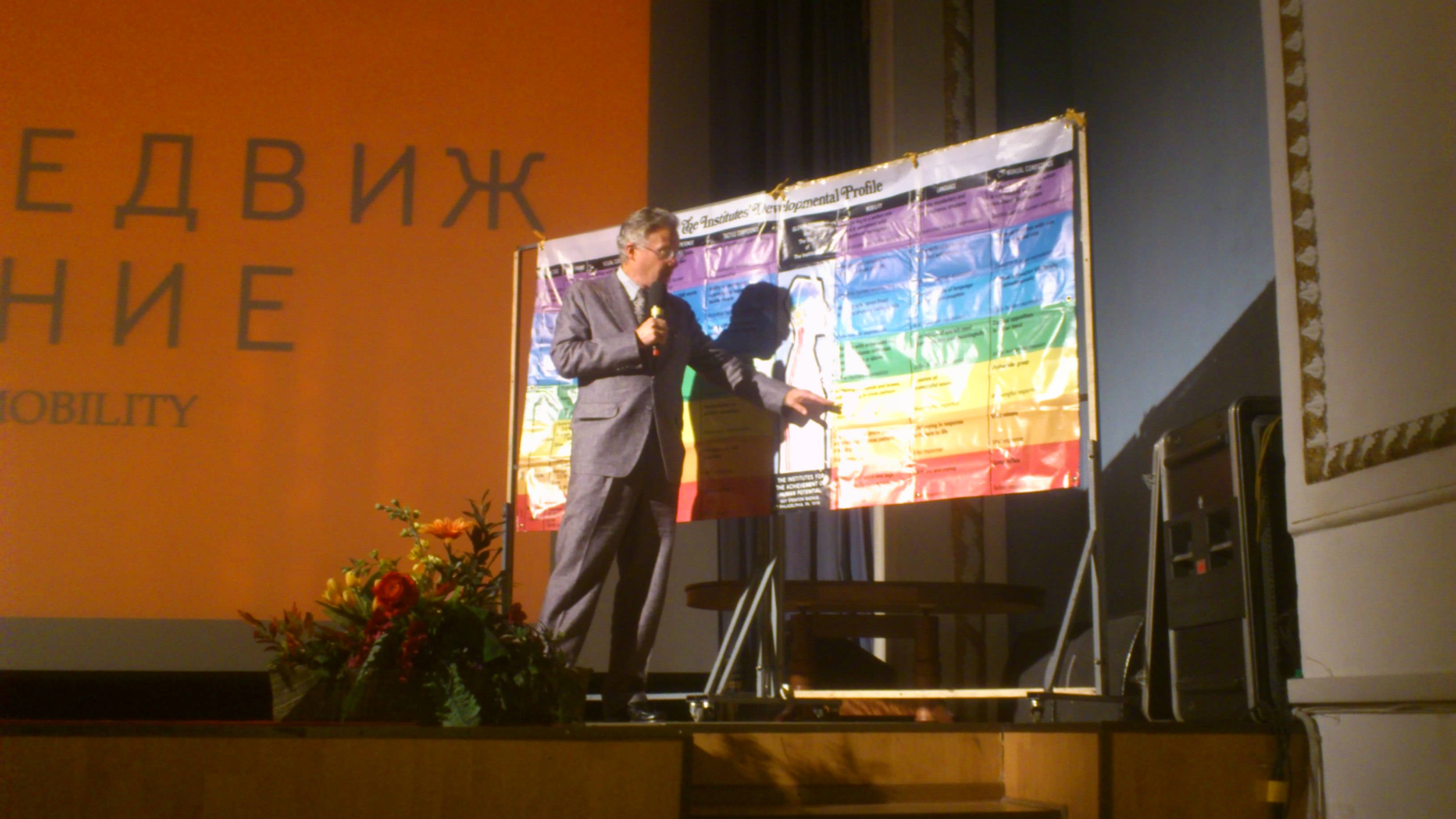
Дуглас Доман рассказывает про профиль развития ребёнка.

## Программы IAHP

### Программы для детей с повреждениями мозга
Перед началом программы для детей с повреждениями мозга, родители должны участвовать в пятидневном семинаре IAHP под названием «Что делать с вашим ребёнком, перенесшим повреждение мозга?» IAHP утверждают, что этот курс помогает родителям составить представление об их методиках. Курс можно пройти в Филадельфии, Италии, Японии, Мексике и Сингапуре.
Программа для детей с повреждениями мозга включает в себя:
- Пэттернинг — ритмические манипуляции конечностями и головой
- Ползание — передвижение вперёд, причём живот остаётся в контакте с полом
- Ползание — передвижение вперёд, причём живот приподнят над полом
- Рецепторная стимуляция — визуальная, тактильная и слуховая стимуляция
- Экспрессивные занятия — например, поднимание различных предметов
- Дыхательная маска — дыхание в маску повторного вдоха для увеличения количества углекислого газа во вдыхаемом воздухе, что должно усилить кровоснабжение мозга
- Подвесные упражнения — передвижение вися на брусьях или вертикальной лестнице
- Гравитационные/антигравитационные упражнения — перевороты, сальто, висы вниз головой

Программа очень интенсивная и разработана для использования родителями в течение всего дня в домашних условиях. Ключевая методика — «пэттернинг». По выражению IAHP, «если необходимо, всё что мы делаем, повесить на один крючок, наша шляпа будет висеть на пэттернинге» и «если пэттернинг применяется усиленно, строго по расписанию и с религиозным усердием, дети с повреждениями мозга демонтрируют улучшение состояния.» IAHP используют собственную методику профилирования развития для оценки возможностей и повреждений ребёнка, а также для наблюдением за прогрессом лечения.
По данным IAHP, за период с 1998-го по 2010-й год программу IAHP прошли 2364 ребёнка. Из них 278 человек были слепы и 236 (85 %) — стали видеть, 121 не слышали — 109 (90 %) впервые услышали, 454 не ходили — 230 (51 %) впервые пошли без посторонней помощи, 1083 не говорили — 472 (44 %) впервые заговорили, 1299 не читали — 1274 (98 %) начали читать. Лишь 7 % пациентов имеют незначительные улучшения.

### Программы для здоровых детей
IAHP также разрабатывают методики и издают литературу для родителей здоровых детей. Глен Доман убежден, что как нейрологическое развитие детей с повреждениями мозга, так и развитие здоровых детей может быть ускорено. IAHP публикует серию книг и материалов для предначального образования «Нежная революция», использование которых способствует ускоренному развитию здоровых детей. Один из примеров — программа «Как научить младенца читать».
IAHP проводит недельный семинар «Курс по повышению интеллекта младенца», включающий демонстрацию достижений детей, обучавшихся по системе IAHP. По утверждению IAHP, на этом семинаре «родители учатся приемам обучения чтению, иностранному языку … математике и восприятию музыки. Родители получают сведения о сенсорном и моторном развитии и основах здорового питания семьи».

### Лечение эпилепсии
IAHP требует постепенной отмены антиконвульсантов у детей с повреждениями мозга. Они утверждают, что «припадки — это естественная реакция организма на смертельную угрозу мозгу», но сами по себе непосредственно для мозга не опасны. Вместо того чтобы применять антиконвульсанты, следует концентрировать усилия на разработке способов и биологически активных веществ, содействующих нейропластичности, то есть способности мозга расти и изменяться.
IAHP утверждают, что status epilepticus может быть антиконвульсантами спровоцирован и что лучше всего не пытаться лечить его медикаментами. Вместо этого они предлагают снижать количество и интенсивность припадков дыхательными масками, периодически уменьшая количество кислорода и увеличивая количество углекислого газа. IAHP также утверждают. что припадки можно предупреждать, снижая потребление соли и жидкостей, добавками магниевой соли кальция и пиридоксина и здоровой диетой и обстановкой..

## Научная оценка
Комитет по вопросам детей-инвалидов Американской академии педиатрии опубликовал ряд предостережений, касающихся использования пэттернинга, одной из методик IAHP для терапии детей с повреждениями мозга, ещё в 1968 году и повторил публикацию в 1982 году. Позднейшие предостережения опубликованы в 1999 году с повторной публикацией в 2002 и 2005. Публикация, в частности, гласит:

Данный документ рассматривает «пэттернинг», используемый в качестве лечения детей с нейрологическими расстройствами. Этот метод опирается на отвергнутую и упрощенную теорию развития мозга. Текущая информация не подтверждает утверждения сторонников, что метод эффективен, и его использование продолжает оставаться нецелесообразным… Требования, предъявляемые к семьям так тяжелы. что в ряде случаев ведут к истощению финансовых ресурсов и напряженности в отношениях с родителями и с братьями и сёстрами.

Начиная с 1960 года IAHP опубликовали ряд исследований с целью доказать эффективность своих программ. Выводы исследований научной поддержки не нашли и не были воспроизведены другими организациями. В 1978 году Сэра Спэрроу (профессор эмеритус и старший исследователь Центра исследований детства Йельского университета) и Эдвард Зиглер (профессор эмеритус факультета психологии Йельского университета, один из основателей федеральной программы Head Start и лауреат премии за выдающийся вклад в психологию Американской академии педиатрии за 2008 год) произвели анализ пэттернинга для лечения умственно отсталых детей. По их заключению, свидетельств улучшения состояния по сравнению с детьми, имеющими обычный уход и рост, не найдено; пэттернинг не может быть показан детям с глубокой умственной отсталостью. В 1981 году Зиглер опубликовал редакционную статью «Просим прекратиь применение пэттернинга для лечения умственно отсталых детей», говорящую о том, что методика порождает ложные надежды обостряет родительские чувства вины. Работа Эдварда Зиглера и Роберта Ходаппа «Что такое умственная отсталость?» (Understanding Mental Retardation) делает выводы что, методика Домана-Делакто страдает серьёзными недостатками:
- Теория рекапитуляции, на которых зиждется методика, наукой отвергнута
- Тезис о том, что моторное развитие состоит из нескольких стадий, опирающихся на предыдущие, исследованиями не подтверждается
- Исследования не подтверждают, что пассивные движения ребёнка, связанные с ползанием, имеют отношение к нейрологической организации
- Детям, способным к определённым видам деятельности (сидение, хождение) не позволяют их исполнять, если они не освоили предыдущие упражнения, что, возможно, приносит вред
- Единственная научная работа Домана, посвященная пэттернингу (1960) содержит множество методологических ошибок и неадекватных положительных выводов. Работа не включала использование контрольной группы для сравнения с естественными изменениями состояния детей. Когда группа независимых исследователей сравнила их результаты с развитием детей, не получавших лечения пэттернингом, его «результаты представлялись совершенно незначительными».
- Процедура может иметь отрицательные последствия для участников (родители испытывают усиленное чувство вины, когда не удается выполнять все требования очень интенсивной программы) и других членов семьи, которым не уделяется достаточного внимания.
- Порождать надежды, которые программа в полной мере осуществить не может, жестоко.

Кроме Американской академии педиатрии, ряд других организаций выступили с предостережениями об по поводу эффективности этой методики. Они включают исполнительный комитет Американской академии мозгового паралича, Ассоциацию специалистов по мозговому параличу Техаса, Канадскую ассоциацию специалистов по умственной отсталости, правление Американской академии нейрологии, Американскую академию физиотерапии и восстановительной медицины, Испанскую ассоциацию физиотерапии в педиатрии.
В 2006 году ретроспективное когортное исследование группы из 21-го ребёнка с корковыми нарушениями зрения, проведённое IAHP и другими организациями, продемонстрировало существенные результаты: улучшение наступило у 20-ти детей (95 %) за период 4-13 месяцев. Обследование выполнялось без участия контрольной группы и повторно не проводилось.

## Оценки и мнения

### Положительные
В 1978 году американский химик Лайнус Полинг выступил с докладом «Orthomolecular enhancement of human development» на конференции по неврологическому развитию человека, организованной при поддержке IAHP. Во вступительной части своей речи он поблагодарил хозяев конференции: «Я очень высоко ценю работу, которую проводят Институты. Я знаю, что для людей, которые приезжают в Институты, значительное внимание уделяется правильному питанию, и что им дают большие дозы витамина C.»
Австралийский антрополог Раймонд Дарт в течение 20 лет оказывал большую поддержку IAHP, находя в работе института подтверждение биогенетического закона. По утверждению Дарта, «развитие индивидуума повторяет, на самом деле, эволюцию видов».
Актриса Лайза Миннелли некоторое время входила в совет директоров Институтов, и её образ использовался в их рекламе.
В 2007 году президент итальянской организации Pio Manzù Centre М. С. Горбачёв высоко отметил вклад Институтов и лично Гленна Домана в развитие потенциала проблемных и здоровых детей, вручив ему медаль Итальянского Сената.

### Отрицательные
Доктор Кэтлин Анн Квил, американский специалист по аутизму, в книге «Обучение детей с аутизмом: чего хотят родители?» (1995) говорит, что «тысячи семей зря истратили время и деньги на программы Домана». «Профессионалам нечего почерпнуть из псевдонаучных методов Домана, кроме его мастерства маркетинга, которое эксплуатирует надежды и мечты родителей».
Американский психолог, профессор детской психологии и семейных отношений Марта Фэррелл Эриксон и Кэрен Мари Курц-Ример, американский врач-гомеопат, говорят о методах раннего воздействия на здоровых новорождённых и маленьких детей в книге «Новорождённые и семья» (2002). Они утверждают, что Доман «использовал стремление послевоенного поколения „бума младенцев“ достичь максимального интеллектуального потенциала детей» и «подталкивал родителей форсировать мозговое развитие младенцев». Однако, эти программы «строятся на сомнительных или несуществующих научных данных» и «многие специалисты по возрастному развитию считали различные компоненты методики бесполезными, а иногда приносящими вред».
Английский педиатр Мартин Робардс также приводит многочисленные примеры критики в своей книге «Руководство командой детей-инвалидов и их семей» (1994), однако соглашается с тем, что Доман и Делакато привели педиатров и терапевтов к пониманию необходимости ранних методов воздействия.
Стивен Новелла, доцент кафедры нейрологии в медицинской школе Йельского университета, приводит следующую критику методики:

Методика пэттернинга Домана-Делакато основана на несостоявшейся и отвергнутой теории, и в контрольных условиях не работает. Реклама её неподтвержденных успехов может стать причиной финансовых и эмоциональных проблем. Эта реклама может породить ложные надежды у людей, которых и так часто мучает чувство вины и депрессия, результатом чего станут новые разочарования, вина и чувство невыполненного долга. Процесс пожирает их время, энергию, эмоции и деньги. Эти ресурсы отбираются у детей. Родители отвлечены от других практических путей и не готовы психологически жить с реальностью мозговой травмы или умственной отсталости своего ребёнка. Строго говоря, родителей подталкивают к отрицанию реальности и достижению ложной цели лечения.
Оригинальный текст (англ.)The Doman-Delacato patterning technique is premised on a bankrupt and discarded theory and has failed when tested under controlled conditions. Its promotion with unsubstantiated claims can cause significant financial and emotional damage. Such claims can instill false hope in many people who are already plagued by guilt and depression, setting them up for a further disappointment, guilt, and feelings of inadequacy. The process can also waste their time, energy, emotion, and money. These resources may be taken away from their children. Parents can also be distracted from dealing with the situation in other practical ways and coping psychologically as a family with the reality of having a brain-injured or mentally retarded child. Parents are encouraged, in fact, to remain in a state of denial while they are pursuing a false cure.

### Книги и публикации IAHP
- Гленн Доман. Что делать, если у вашего ребенка повреждение мозга = What To Do About Your Brain-injured Child / Перевод С. Л. Калинина. — Рига: Juridiskais birojs Vindex, SIA, 2007. — 329 с. — ISBN 978-9984-39-236-3, 9984392368.
- Гленн Доман. Как научить ребенка читать. Ласковая революция = How To Teach Your Baby To Read / Перевод Галины Кривошеиной. — М.: АСТ, Астрель, 2004. — 256 с. — 10 000 экз. — ISBN 5-17-020565-1, 5-271-09712-9.
- Denise E Malkowicz MD, Gerry Leisman PhD, and Ginette Myers. «Rehabilitation of cortical visual impairment in children» International Journal of Neuroscience: September 2006, pages 1015-33.
- Doman G, Doman J. How to Multiply Your Baby’s Intelligence. Garden City Park, NY: Avery Publishing Group; 1994
- Doman G, Doman J, Aisen S. How to Give Your Baby Encyclopedic Knowledge. Garden City Park, NY: Avery Publishing Group; 1994.
- Doman G, Doman D, Hagy B. How to Teach Your Baby To Be Physically Superb: More Gentle Revolution. New York, NY: Doubleday; 1988.
- Doman G, Delacato CH Train Your Baby to be a Genius. McCall’s Magazine, p. 65, March 1965.
- Doman RJ, Spitz ER, Zucman E, Delacato CH, Doman G. Children with severe brain injuries: neurological organization in terms of mobility. JAMA. 1960; 174:257-262
- Glenn Doman, 1974, What To Do About Your Brain-injured Child, Revised, Square One Publishers
- Glenn Doman and Dr. Ralph Peligra «Ictogenesis: the origin of seizures in humans. A new look at an old theory.» Medical Hypotheses Volume 10, Issue 1. pp. Pages 129—132 (January 2003)
- Glenn Doman. What To Do About Your Brain-injured Child, Revised, Square One Publishers. [1974] (2005-04-25)
- Glenn J. Doman, Janet Doman How To Multiply Your Baby’s Intelligence , Revised, Square One Publishers. 1983. 2005, 11-05.
- Glenn Doman, Janet Doman. How Smart Is Your Baby?: Develop And Nurture Your Newborn’s Full Potential. Square One Publishers. 2006
- Glenn Doman and Dr. Ralph Peligra «Ictogenesis: the origin of seizures in humans. A new look at an old theory.» Medical Hypotheses Volume 10, Issue 1. pp. Pages 129—132 (January 2003)
- Roselise H. Wilkinson, MD. «Detoxification from anticonvulsants: 25 years of experience with brain-injured children». IAHP.

### Книги и публикации о деятельности IAHP
Американские медицинские организации
- American Academy of Neurology and American Academy of Pediatrics Joint Executive Board Statement. The Doman-Delacato treatment of neurologically handicapped children. Neurology. 1967; 17:637
- American Academy of Pediatrics, Committee on Children With Disabilities. The Doman-Delacato treatment of neurologically handicapped children. Pediatrics. 1982; 70:810-812. PMID 6182521.
- American Academy of Physical Medicine and Rehabilitation. Doman-Delacato treatment of neurologically handicapped children. Arch Phys Med Rehabil. 1968; 49:183-186. PMID 4296733
- United Cerebral Palsy Association of Texas. The Doman-Delacato Treatment of Neurologically Handicapped Children [information bulletin, undated]. Austin, TX: United Cerebral Palsy Association of Texas.

Медицинские организации других стран
- Canadian Association for Retarded Children. Institutes for the Achievement of Human Potential. Ment Retard. Fall 1965:27-28
- Lourdes Macias. Fisioterapia en Pediatría y evidencia del método Doman  Delacato (исп.). Sociedad española de Fisioterapia en Pediatría (SEFIP) - Испанская ассоциация физиотерапии в педиатрии (2010). Дата обращения: 6 июля 2012. Архивировано 8 августа 2012 года.

Публикации отдельных авторов и авторских коллективов
- Bridgman GD, Cushen W, Cooper DM, Williams RJ. The evaluation of sensorimotor-patterning and the persistence of belief. Br J Ment Subnormality. 1985; 31:67-79
- Chapanis NP. The patterning method of therapy: a critique. In: Black P, ed. Brain Dysfunction in Children: Etiology, Diagnosis, and Management. New York, NY: Raven Press; 1982:265-280
- Cohen HJ, Birch HG, Taft LT: Some considerations for evaluating the Doman- Delacato «Patterning» method. Pediatrics, 45:302-14, 1970.
- Cummins RA. Coma arousal and sensory stimulation: an evaluation of the Doman-Delacato approach. Aust Psychol. 1992;27:71-77 -Cummins RA. The Neurologically Impaired Child: Doman-Delacato Techniques Reappraised. New York, NY: Croom Helm; 1988.
- Erickson, Martha Farrell; Kurz-Riemer, Karen Marie (March 2002). «page 17», Infants Toddlers and Families . Guilford Press, 204.
- Freeman RD: Controversy Over «Patterning» as a Treatment for Brain Damage in Children. JAMA, 202:83-86, 1967
- Freeman RD. An investigation of the Doman-Delacato theory of neuropsychology as it applies to trainable mentally retarded children in public schools. J Pediatr. 1967; 71:914-915.

- Golden GS. Nonstandard therapies in the developmental disabilities. Am J Dis Child. 1980; 134:487-491
- Holm VA (1983). «A western version of the Doman-Delacato treatment of patterning for developmental disabilities». West J Med 139 (4): 553-6. PMID 6196919. A strong criticism of the practices of the IAHP and the related National Academy of Child Development (NACD).

- Landman GB. Alternative therapies. In: Levine MD, Carey WB, Crocker AC, eds. Developmental/Behavioral Pediatrics. Philadelphia, PA: WB Saunders Co; 1992:754-758.
- MacKay DN, Gollogly J, McDonald G. The Doman-Delacato methods, I: the principles of neurological organization. Br J Ment Subnormality. 1986; 32:3-19.
- Masland RL. Unproven methods of treatment. Pediatrics. 1966; 37:713-714.
- Molfese DL, Segalowitz SJ. Brain Lateralization in Children: Developmental Implications. New York, NY: Guilford Press; 1988.
- Money J. Reading disorders in children. In: Brenneman-Kelly Practice of Pediatrics, IV. Hagerstown, MD: Paul B. Hoeber Inc; 1967; chap 14A:1-14.
- Neman R, Roos P, McCann RM, Menolascino FJ, Heal LW. Experimental evaluation of sensorimotor patterning used with mentally retarded children. Am J Ment Defic. 1975; 79:372.
- Neman R, Roos P, McCann BM, Menolascino FJ, Heal LW: Experimental Evaluation of Sensorimotor Patterning used with Mentally Retarded Children. Am J Mental Deficiency, 79:372-84, 1975.
- Nickel RE. Controversial therapies in young children with developmental disabilities. Infants and Young Children. 1996; 8:29-40.
- Novella S (2008). «Psychomotor patterning: a critical look». Quackwatch
- Quill, Kathleen Ann (June 1995). «page 57». Teaching Children With Autism. Thomson Delmar Learning. pp. 336.
- Robbins MP, Glass GV. The Doman-Delacato rationale: a critical analysis. In: Hellmuth J, ed. Educational Therapy. Seattle, WA: Special Child Publications; 1968.
- Robbins MP. A study of the validity of Delacato’s theory of neurological organization. Except Child. 1966; 32:517-523.
- Robbins MP. Creeping, laterality and reading. Acad Ther Q. 1966;1:200-206.
- Robbins MP. Test of the Doman-Delacato rationale with retarded readers. JAMA. 1967; 202:389-393.
- Robards, Martin F (June 1994). Running a Team for Disabled Children and Their Families. Cambridge University Press, 150.
- Sharpe R. Better babies. Wall Street Journal. July 18, 1994; col 1, p 1, sec A.
- Stephen Black, Ph.D (1996-10-31). «Doman method». Neur-sci mailing list. «The Doman-Delacato („patterning“) treatment is quackery, extraordinarily expensive in both time and money.»
- Spigelblatt L, Laine-Ammara G, Pless IB, Guyver A. The use of alternative medicine by children. Pediatrics. 1994; 94:811-814.
- Sir Jonathan Wolfe Miller, foreword to Doran: How a Mother’s Love and a Child’s Spirit Made a Medical Miracle. New York: GP Putnam’s Sons, 1986.
- Silver LB. Controversial therapies. J Child Neurol. 1995;(suppl 1):S96-S100.
- Springer SP, Deutsch G. Left Brain, Right Brain. New York: WH Freeman; 1989.
- Sparrow S, Zigler E. Evaluation of a patterning treatment for retarded children. Pediatrics. 1978; 62:137-150.
- Scherzer, Alfred L (November 2000). Early Diagnosis and Interventional Therapy in Cerebral Palsy . Marcel Dekker, 376.
- Ziegler E, Victoria S: On «An Experimental Evaluation of Sensorimotor Patterning»: A Critique. Am J Mental Deficiency, 79:483-92, 1975.
- Zigler, Edward; Hodapp, Robert M (August 1986). Understanding Mental Retardation. Cambridge University Press, 306.
- Zigler E, Seitz V. On «an experimental evaluation of sensorimotor patterning»: a critique. Am J Ment Defic. 1975; 79:483-492.
- Zigler E. A plea to end the use of the patterning treatment for retarded children. Am J Orthopsychiatry. 1981; 51:388-390.
- Ziring PR, Brazdziunas D, Cooley WC, et al (November 1999). «American Academy of Pediatrics. Committee on Children with Disabilities. The treatment of neurologically impaired children using patterning». Pediatrics 104 (5 Pt 1): 1149-51.